# Saint-Léger-la-Montagne
Saint-Léger-la-Montagne (tiếng Occitan: Sent Legèr) là một xã của tỉnh Haute-Vienne, thuộc vùng Nouvelle-Aquitaine, miền trung nước Pháp.